# WGBH/WBZ/WCVB Cluster
Als WGBH/WBZ/WCVB Cluster wird ein 395,02 Meter hoher Sendemast für UKW und TV in Needham, Massachusetts, USA bezeichnet.
Der Sendemast des WGBH/WBZ/WCVB Cluster wurde 1957 errichtet und ist Eigentum von Viacom.